# Лори Холдън
Хедър Лори Холдън (на английски: Heather Laurie Holden) (родена на 17 декември 1969 г.) е американска актриса, носителка на награда „Сатурн“. Най-известна е с ролите си на Марита Коварубиас в „Досиетата Х“, Адел Стантън в „Маджестик“, Оливия Мъри в „Щитът“ и Андрея в „Живите мъртви“.